# Cerkiew św. Michała w Siedliskach
Cerkiew św. Michała w Siedliskach – drewniana parafialna cerkiew greckokatolicka, znajdująca się w Siedliskach.
Cerkiew została zbudowana w 1866, a odnowiona w 1914. W 1893 zmieniła wezwanie z Podwyższenia krzyża Świętego na Św. Michała.
Cerkiew należała do greckokatolickiego dekanatu birczańskiego, po I wojnie światowej przeniesiona do dekanatu dynowskiego. W 1934 parafia weszła w skład Apostolskiej Administracji Łemkowszczyzny. Do parafii należała filialna cerkiew w Wołodzu.
Po 1947 użytkowana jako świątynia rzymskokatolicka.

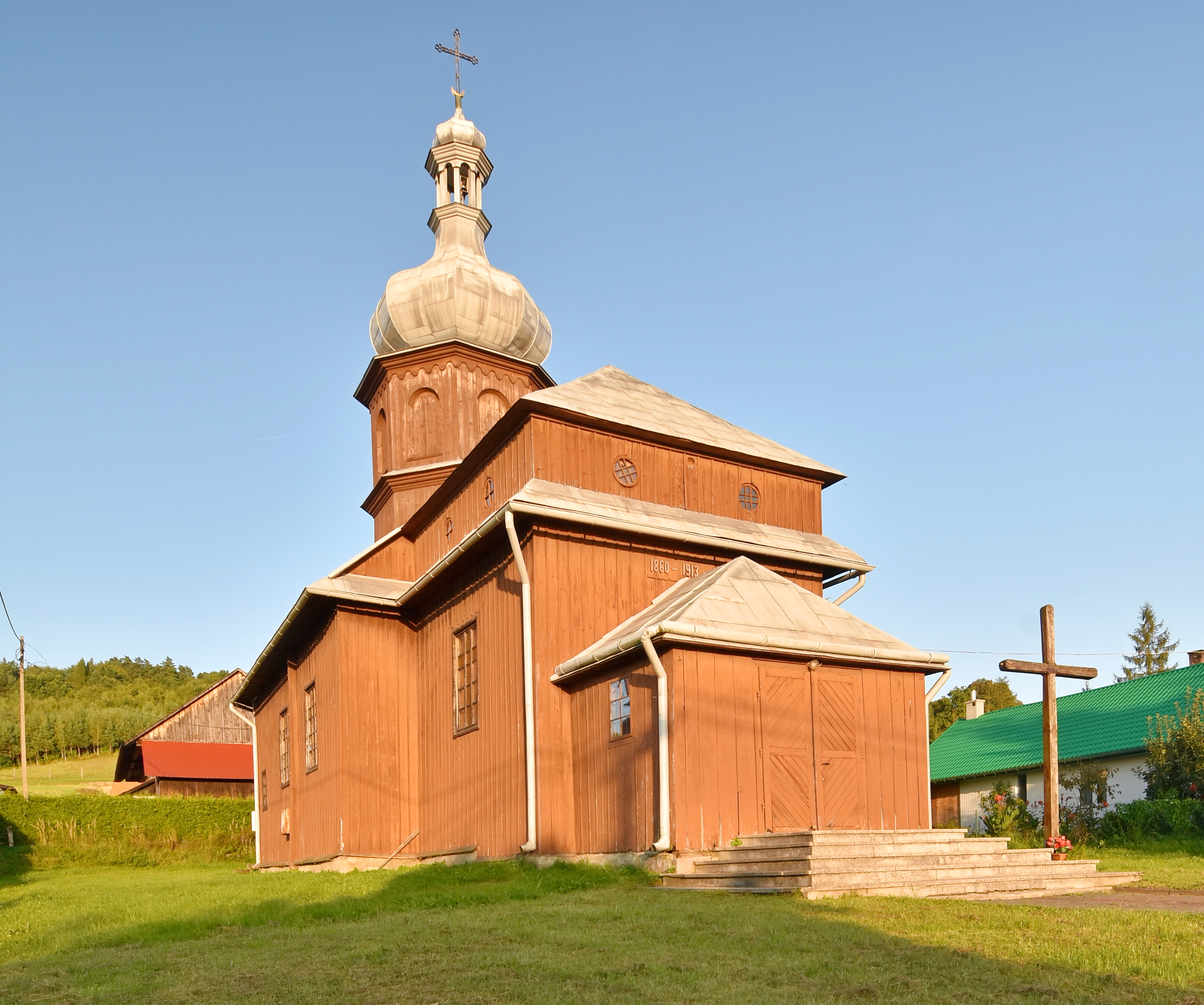
Elewacja boczna
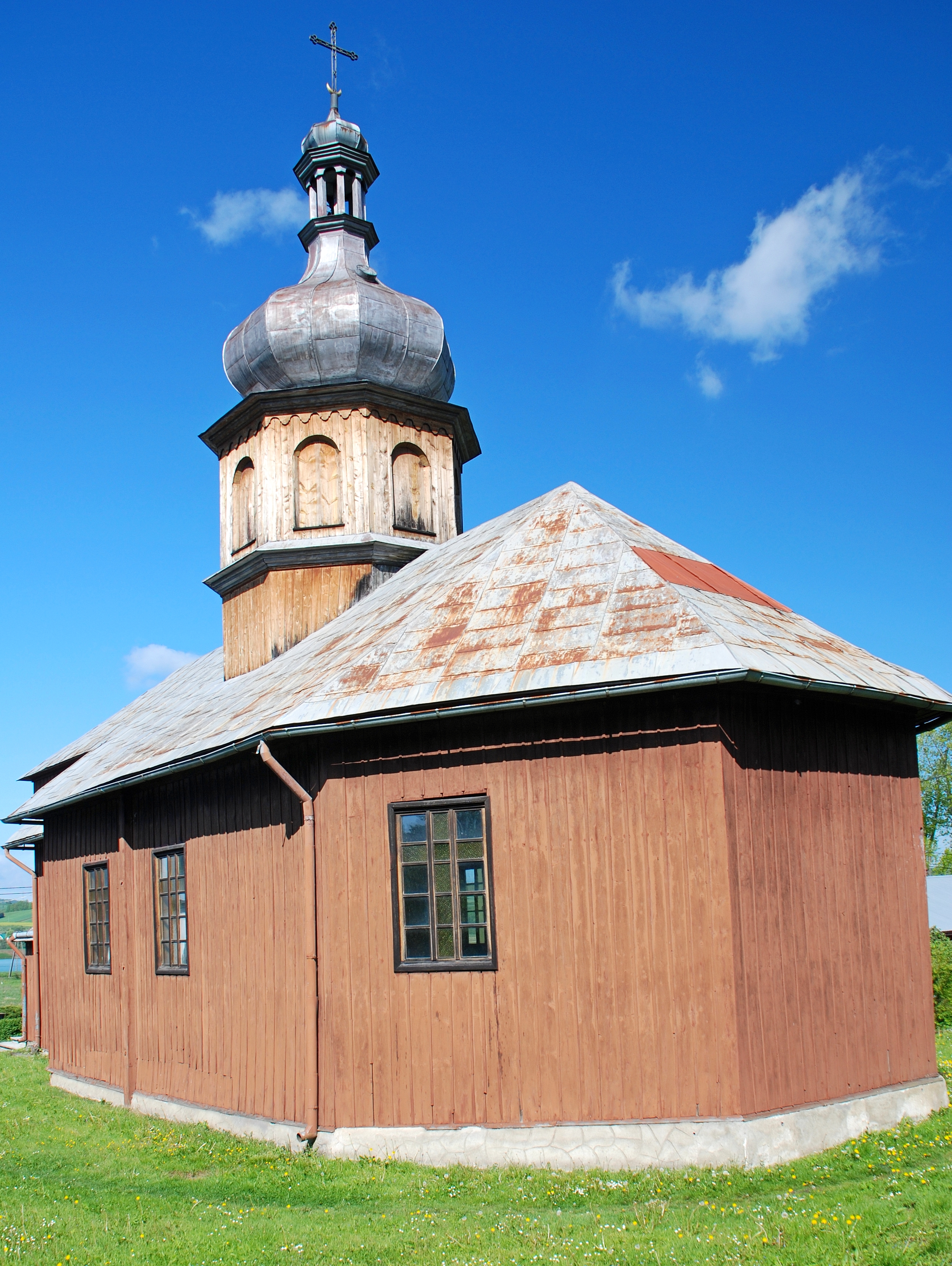
Widok od strony prezbiterium
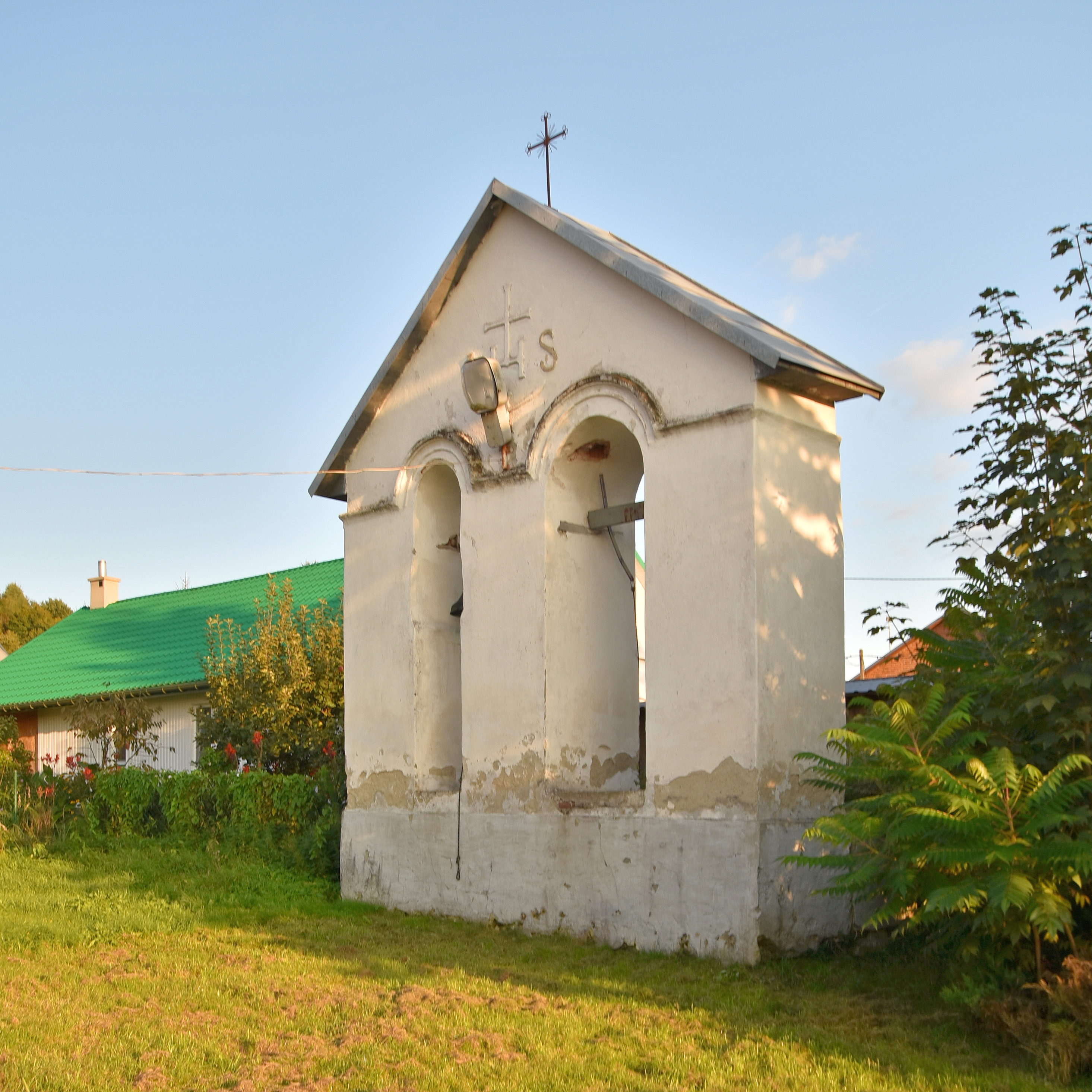
Dzwonnica